# Allotinus malayanus
Allotinus malayanus är en fjärilsart som beskrevs av Corbet 1939. Allotinus malayanus ingår i släktet Allotinus och familjen juvelvingar. Inga underarter finns listade i Catalogue of Life.